# Rugby Challenge 2006
Rugby Challenge 2006 est un jeu vidéo de rugby à XV sorti en 2006 sur PlayStation 2, Xbox et Windows. Le jeu a été édité par Ubisoft et Hip Interactive et développé par Swordfish Studios.

## Accueil
- Gamekult : 5/10[1]
- Jeuxvideo.com : 12/20[2]